# 마르코 마린 (펜싱 선수)
마르코 마린(이탈리아어: Marco Marin, 1963년 7월 4일~)은 이탈리아의 펜싱 선수, 정치인으로 주 종목은 사브르이다. 올림픽에 3회 참가하여 금메달 1개, 은메달 2개, 동메달 1개를 획득했으며 세계 선수권 대회에서 금메달 1개, 은메달 1개, 동메달 1개를 획득했다. 그는 1984년 하계 올림픽 남자 사브르 단체전 금메달과 개인전 은메달을 획득했고 1988년 하계 올림픽 남자 사브르 단체전 동메달과 1984년 하계 올림픽 남자 사브르 단체전 은메달, 1992년 하계 올림픽 남자 사브르 개인전 은메달,을 획득했다. 
선수 은퇴 후 치과의사와 정치인으로 활동했으며 이탈리아 상원의원(2013년~2018년), 이탈리아 대의원(2018년~2022년)을 역임했다.